# 大岡利右衛門
大岡 利右衛門（おおおか りえもん、天保3年1月4日（1832年2月5日） - 大正元年（1912年））は、明治時代の農業家。米の品種改良を独力で行い、また苗の正条植えを普及させ、滋賀県の農業育成に努めた。緑綬褒章受章者。

## 略伝
大岡利右衛門は、天保3年1月4日（1832年2月5日）に近江国野洲郡比留田村（後の中里村、現滋賀県野洲市比留田）で大工を営む傍ら農業を行う、大岡宇八と妻浪の第三子として誕生した。利右衛門が育った近江湖南地域では少年時に近江天保一揆が起こり、米作りに生きる村人約４万人が自分達の生活を守るために命がけで立ちあがった。利右衛門は近江天保一揆で農民が立ち上がったことに、深く感動していたことが伝えられている。幼い時から農業に興味を持ち、農業の改良、新しい米づくりを夢見ていた。
安政4年（1857年）、利右衛門は分家し僅かだが自分の田を持つと、米の生産を増やすための様々な工夫と試みを一人で行い始めた。最初に、分散している田を一カ所に集める為、近隣農家と土地の交換交渉を行い、実験の成果が一目でわかり、かつ農の効率を求めた。「良い米が作れた」「沢山の米が収穫できた」などの話を聞くとそこに行き、耕作方法を聞くと共に、稲の品種改良のためには籾種の交換選択が必要なことから、各地の良い籾を分けてもらい自分の田で育てた。明治14年（1881年）には、利右衛門の農業改良への実績が認められ、野洲郡北部試作人を命じられた。利右衛門は、実りが多い稲ができた時には自作の籾を農家に分けた。近隣に分けた量は明治17年（1884年）には、43ヶ村200余人の農家で27石にのぼったと伝えられる。利右衞門が作り出した品種としては「大岡」「新日光」などがある。この後、多くの品評会で利右衛門が作った米は様々な賞を得た。
江戸時代、田植えは稲をばら撒き行われ、今のような苗を規則正しく植える「正条植え」はほとんど行われていなかった。利右衛門は稲がよく育つためには日光・風通しが大事だと考え、毎年「正条植え」を続けた結果、明らかに収穫に差があることがわかり、正条植えを農民等に奨励し、自ら指導を行うと共に普及に努めた。滋賀県では明治後半には多くの田で正条植えが行われるようになった。また、田を取り巻くように植えられた畦地の木については、稲への日光を遮るものとしての伐採と代わりに畦地での大豆栽培を推奨した。昔から琵琶湖の増水による水害に度々襲われた湖岸地域に対しては、水害に強い雑穀の育成を指導した。
利右衞門の多くの農家がより良い収穫が得られるように努める姿勢が評価され、明治29年（1896年）4月緑綬褒章を受章した。利右衛門は、より良い米作りと豊かな農村作りに一生をかけ、大正元年（1912年）死去した。

## 関連事項
大岡利右衛門に係る書籍
- 「近江人物伝」 P168「農業改良で科学性導入 大岡利右衛門」の項（臨川書店 1976年）
- 「近江の先覚」 P34「稲と取り組む五十年 大岡利右衛門」の項（滋賀県教育会編 1951年）